# Smrečany
Smrečany es un municipio del distrito de Liptovský Mikuláš en la región de Žilina, Eslovaquia, con una población estimada a final del año 2024 de 704 habitantes.
Se encuentra ubicado al sureste de la región, cerca del curso alto del río Váh (cuenca hidrográfica del Danubio), de los montes Tatras y de la frontera con Polonia y las regiones de Prešov y Banská Bystrica.

## Demografía
| Año        | 1994 | 2004    | 2014    | 2024     |
| ---------- | ---- | ------- | ------- | -------- |
| Población  | 612  | 621     | 623     | 704      |
| Diferencia |      | +1,47 % | +0,32 % | +13,00 % |

| Año        | 2023 | 2024    |
| ---------- | ---- | ------- |
| Población  | 701  | 704     |
| Diferencia |      | +0,42 % |